# Современные проблемы
«Современные проблемы» (англ. Modern Problems) — американский фантастический художественный фильм в жанре кинокомедии.

## Сюжет
У неудачника Макса Фидлера полно «современных проблем»: любимая девушка его бросила, бывшая жена ушла к его же близкому другу, а тут ещё из проезжающей мимо цистерны на Макса вылилась какая-то зелёная гадость, впоследствии оказавшаяся токсическими отходами. Проснувшись на следующее утро, Макс обнаруживает у себя поразительные способности к телекинезу и прочей чертовщине. Вот тут-то всё и начинается…

## В ролях
| Актёр / Актриса    | Роль в фильме |
| ------------------ | ------------- |
| Чеви Чейз          | Макс Фидлер   |
| Пэтти Д’Арбанвилль | Дарси         |
| Дэбни Коулмен      | Марк Уинслоу  |
| Мэри Кей Плейс     | Лоррэйн       |
| Нелл Картер        | Дорита        |
| Брайан Дойл Мюррей | Брайан Стиллс |
| Митч Крэйндел      | Барри         |

## Производство
Во время съёмок эпизода, в котором Макс Фидлер во сне летит в небе как самолёт и отчаянно просит посадку, Чеви Чейз получил удар током и потерял сознание из-за короткого замыкания закреплённых на актёре посадочных огней. После этого происшествия какое-то время Чеви Чейз находился в состоянии депрессии.